# Método VAN
El método VAN es un método experimental de predicción sísmica, nombrado así por los apellidos de cada uno de sus desarrolladores, los físico griegos, Panayotis Varotsos, Caesar Alexopoulos y Kostas Nomikos.
Este método trata de detectar y medir emisiones electromagnéticas que, de acuerdo al equipo de científicos, ocurren con días y horas de anticipación a un sismo y que pueden ser interpretadas como una señal de alerta ante una catástrofe que se aproxima.